# هاروی رملیک
هاروی رملیک (انگلیسی: Haruo Remeliik; ۱ ژوئن ۱۹۳۳ – ۳۰ ژوئن ۱۹۸۵) سیاستمدار اهل پالائو بود. وی از ۲ مارس ۱۹۸۱ تا هنگام ترور در ۳۰ ژوئن ۱۹۸۵ رئیس‌جمهور این کشور بود.